# Нейтральна частинка
Нейтральна частинка — частинка, яка не має електричного заряду, наприклад, фотон, нейтрон, нейтрино.
Нейтральні частинки можуть мати, проте, магнітний момент і електричні моменти вищої мультипольності, наприклад, квадрупольний момент.
Частинка називається істинно нейтральною, якщо вона збігається зі своєю античастинкою. Прикладом такої істинно нейтральної частинки є фотон. Нейтрон чи нейтрино мають відповідні античастинки — антинейтрон і антинейтрино, відмінні від самих частинок. Тому вони не можуть бути охарактеризовані, як істинно нейтральні.